# Obzor (jutarnji, 1905.)
Obzor je bio hrvatski dnevnik iz Zagreba. Ove novine su počele izlaziti 1905., a prestale su izlaziti 1920. godine. 
Bio je tiskan u Dioničkoj tiskari. 
Pored jutarnjeg, izlazio je i popodnevni Obzor.
Uređivao ga je Ivan Gršković.
Izdavači su bili: Vladimir Lunaček, Ivan Gršković, Slavko Vodvarka i Vladimir Turkalj.
Nastavlja se na tradiciju Obzora.